# Pont de Sai Van
Le pont de Sai Van (chinois simplifié : 西湾大桥 ; chinois traditionnel : 西灣大橋 ; pinyin : Xīwān Dàqiáo ; portugais : Ponte de Sai Van) est un pont à haubans situé en Chine situé dans la région administrative spéciale de Macao, reliant l'île de Taipa et la péninsule de Macao. Inauguré le 19 décembre 2004, le pont mesure 2,2 kilomètres de long et est le troisième à traverser la baie de Praia Grande. 
Il dispose de deux étages, avec une plate-forme inférieure couverte conçue pour être utilisée en cas de typhons lorsque les deux autres ponts reliant Taipa et la péninsule de Macao, à savoir le pont du gouverneur Nobre de Carvalho et le pont de l'Amitié, sont fermés.